# Rolf Gustafsson (fotbollsspelare)
Rolf Alvar Elof Gustafsson, född 21 april 1920 i Göteborgs Karl Johans församling, död 28 juli 2009 i Partille församling, var en svensk fotbollsspelare (högerback) som representerade Gais åren 1939–1951. Hans äldre bror, Arne Gustafsson, spelade också för Gais.

## Biografi
Gustafsson spelade i Gais ända sedan juniortiden. Han debuterade i A-laget säsongen 1939/1940, och var en svårpasserad pjäs som kämpade om varje meter på planen och höll en jämn standard år efter år. Han var med i det Gais som åter kvalificerade sig för allsvenskan 1941 och var även med och vann svenska cupen 1942. Han var given i klubbens försvar under hela 1940-talet och spelade mellan 1939 och 1951 sammanlagt 218 seriematcher för Gais (1 mål).
Under andra världskriget var han inkallad i Bohusläns regemente (I 17), och vann, tillsammans med flera namnkunniga militärkollegor från Örgryte IS, Gårda BK och IFK Göteborg, det militära fotbollsmästerskapet 1941. Han spelade en B-landskamp för Sverige, mot Danmark 1945 (seger 6–1).